# Cartoon KAT-TUN II You
『cartoon KAT-TUN II You』（カートゥン カトゥーン トゥ ユー）は、KAT-TUNの2枚目のアルバム。2007年4月18日にJ-One Recordsから発売された。また、2007年5月9日には台湾でも発売された。

## 概要
前作『Best of KAT-TUN』がCDデビュー前から披露されていた楽曲をまとめたベスト・アルバム的構成であったため、オリジナル・スタジオ・アルバムとしては初の作品。2006年10月より語学留学のため活動を休止していた赤西仁も参加している6人での楽曲が、初回限定盤・通常盤ともに収録される。なお、このアルバムの発売日翌日に赤西が帰国し、翌々日に復帰会見を行った。
初回限定盤はシングル・CMソングを含む全13曲を収録したCDと、既存のオリジナルソング7曲を収録した特典CDの2枚組で、16ページの歌詞カードが同梱される。特典CDには、同じジャニーズ事務所に所属する滝沢秀明・山下智久らが参加した楽曲も含まれる。通常盤は同13曲に、「YOU」を加えた全14曲を収録し、初回プレス仕様には40ページのブックレットが封入される。
発売初週に27.1万枚を売り上げ、前作に引き続き2007年4月30日付のオリコンチャートで初登場1位を獲得した。

## 収録曲

### CD
1. SIGNAL [3:39]
作詞：ma-saya、Rap詞：JOKER、作曲：JOEY CARBONE、LISA HUANG、編曲：AKIRA
  - 2ndシングル
  - KAT-TUN出演 NTTドコモ「new 9 series」CMソング
2. Peak [4:15]
作詞：小池ぶどう、作曲・編曲：宮崎歩
  - NTTドコモ FOMA903iTVシリーズ「サーフィン編」CMソング
3. Splash... [5:00]
作詞：ma-saya、作曲：DoiToki、編曲：長岡成貢
4. 僕らの街で [4:43]
作詞・作曲・編曲：小田和正
  - 3rdシングル
  - 亀梨和也・田中聖出演 日本テレビ系ドラマ『たったひとつの恋』主題歌
5. Make U Wet [3:08] - 田中聖
作詞：JOKER、作曲：Silvertongue、編曲：AKIRA
6. key of life [4:08] - 中丸雄一
作詞：中丸雄一、作曲・編曲：田中直
7. LOST [4:15] - 上田竜也
作詞：上田竜也、作曲・編曲：宮崎歩
8. Jumpin' up [4:19]
作詞：亜美、Rap詞：JOKER、作曲：平田祥一郎、編曲：岩田雅之
9. サムライ☆ラブ☆アタック [4:00] - 田口淳之介
作詞・作曲：Anchang、編曲：ha-j
10. FREEDOM [4:43]
作詞：西寺郷太、作曲・編曲：荒木真樹彦
11. someday for somebody [4:23] - 亀梨和也
作詞：H.U.B.、作曲：江上浩太郎、編曲：長岡成貢
12. Movin' on [4:11]
作詞：久保田洋司、Rap詞：JOKER、作曲・編曲：田中直
13. うたいつづけるとき [5:29]
作詞：山本成美、作曲：成本智美、編曲：長岡成貢
14. YOU [4:25]
作詞：kenko-p、Rap詞：JOKER、作曲：SAKOSHIN、編曲：CHOKKAKU
  - 亀梨和也主演 フジテレビ系ドラマ『サプリ』オープニングテーマ

通常盤・通常盤/初回プレスのみ収録。
DVD『Live of KAT-TUN "Real Face"』にPVが収録されている。

### 特典CD
※初回限定盤のみ
1. フリーズ (3:05)
作詞：kenshin・新美香、作曲：JOEY CARBONE、ANTHONY MAZZA、編曲：ha-j・吉岡たく
  - 2005年オリジナル曲[要出典]
2. LOVE or LIKE(4:06)
作詞：赤西仁・SPIN、作曲・編曲：AKIRA
  - 2002年オリジナル曲[要出典]
3. FIGHT ALL NIGHT(2:29)
作詞：Makoto ATOZI、Rap詞：JOKER、山下智久、作曲：LaVenDer、編曲：LaVenDer、鈴木雅也
  - 2003年オリジナル曲[要出典]
4. HEARTBREAK CLUB(4:18)
作詞：久保田洋司、作曲：谷本新、編曲：CHOKKAKU
  - 2002年オリジナル曲[要出典]
5. MY ANGEL, YOU ARE ANGEL(4:14)
作詞：TAKESHI、作曲：滝沢秀明、編曲：新川博
  - 2002年オリジナル曲[要出典]
6. ノーマター・マター(3:51)
作詞・作曲：宮﨑歩、Rap詞：JOKER、YUCCI、編曲：鈴木Daichi秀行
  - 2003年オリジナル曲[要出典]
  - ロッテ「キシリトールガム+X」グリーンアップル&レッドベリー篇 CMソング
7. Peacefuldays(4:14)
作詞・作曲・編曲：清水昭男
  - 2003年オリジナル曲[要出典]